# 栗原啓子
栗原 啓子（くりはら けいこ、1951年4月30日 - ）は、日本の元女優。本名同じ。
神奈川県足柄下郡湯河原町出身。神奈川県立小田原城内高等学校を経て、実践女子大学短期大学卒業。エクランプロに所属していた。

## 人物
短大在学中に東京都内の焼きそば店の手伝いをしていたところをスカウトされる。父親からは芸能界入りを反対されるが、平凡な結婚しか夢がない女性にはなりたくないと説得して芸能界入りする。
1972年、日本テレビのワイドショー『11PM』と同局のバラエティ番組『奇想天外歌合戦』にアシスタントで出演。
1973年、日本テレビ系で放送された特撮テレビ番組『ファイヤーマン』に登場する地球科学特捜隊・SAFの女性隊員・葉山マリ子役でレギュラー出演。ドラマ出演は未経験のため、当時の紹介記事では「まったく何もわからないため、一時は途方にくれましたが、スタッフの方々のおかげで何とかやっています」として、共演者の中でも隊長役の睦五朗には面倒をかけてしまったと述べている。その一方で、発声を鍛えるために腹筋運動で身体を鍛えていた。当時の記事の中で、「子供のころから努力することが好きで、意地っ張りな性格である」と述べている。
また、プロデューサーを務めた円谷粲は、新人だった栗原と主演の誠直也を、共演者の睦、岸田森、平泉成の3人が付きっきりで面倒を見ていたと述懐している。
本作終了後は、特撮テレビ番組『イナズマンF』（NET）などにゲスト出演した。
趣味は、絵画、ピアノ、軟式テニス。

## 出演

### テレビドラマ
- ファイヤーマン（1973年、NTV） - 葉山マリ子
- 特捜記者（1974年、KTV）
- イナズマンF 第13話「白い闇!! 鬼女がうたう子守歌」（1974年、NET） - 母親
- 夜明けの刑事 第14話「理由あるプレイボーイ」（1975年、TBS）
- ウルトラマンレオ 第41話「恐怖の円盤生物シリーズ！悪魔の惑星から円盤生物が来た！」（1975年、TBS） - 高木ユミ

### その他のテレビ番組
- 11PM（1972年、NTV） - アシスタント
- 奇想天外歌合戦（1972年、NTV） - アシスタント